# 1996-os Giro d’Italia
Az 1996-os Giro d’Italia volt a 79. olasz kerékpáros körverseny. Május 18-án kezdődött és június 9-én ért véget. Végső győztes az orosz Pavel Tonkov lett.

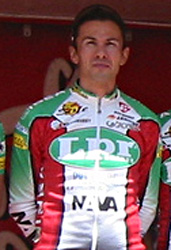
Pavel Tonkov 2011-ben

## Végeredmény
|    | Versenyző         | Idő            |
| -- | ----------------- | -------------- |
| 1  | Pavel Tonkov      | 105 óra 20' 23 |
| 2  | Enrico Zaina      | + 2' 43        |
| 3  | Abraham Olano     | + 2' 57        |
| 4  | Piotr Ugrumov     | + 3' 00        |
| 5  | Ivan Gotti        | + 3' 36        |
| 6  | Davide Rebellin   | + 9' 15        |
| 7  | Stefano Faustini  | + 10' 38       |
| 8  | Aleksander Shefer | + 11' 22       |
| 9  | Jean-Cyril Robin  | + 12' 54       |
| 10 | Eugeni Berzin     | + 14' 41       |